# Chữ số bằng nhau
Chữ số bằng nhau đề cập đến tổng số chữ số của một dương số nguyên bao gồm số mũ Số chữ số bằng số nguyên của chính nó. Ví dụ: trong hệ thập phân, hệ số nguyên tố 10 được phân tách thành 2 × 5 và tổng số chữ số là 2 chữ số, bằng với số chữ số của chính số nguyên, vì vậy nó là một chữ số bằng nhau.

## Mục liên quan
- Số tiết kiệm
- Số sang trọng